# Llano Tigre
Llano Tigre är en ort i Mexiko.   Den ligger i kommunen Santiago Amoltepec och delstaten Oaxaca, i den sydöstra delen av landet, 400 km sydost om huvudstaden Mexico City. Llano Tigre ligger 717 meter över havet och antalet invånare är 357.
Terrängen runt Llano Tigre är kuperad åt sydväst, men åt nordost är den bergig. Runt Llano Tigre är det ganska glesbefolkat, med 43 invånare per kvadratkilometer. Närmaste större samhälle är Llano Nuevo, 10,1 km öster om Llano Tigre. I omgivningarna runt Llano Tigre växer huvudsakligen savannskog.